# Euphyia descriptata
Euphyia descriptata là một loài bướm đêm trong họ Geometridae.